# Tetraodon miurus
Tetraodon miurus là một loài cá nóc nước ngọt được tìm thấy trong các khu vực của sông Congo ở châu Phi, bao gồm cả ghềnh. Liên minh bảo tồn thiên nhiên quốc tế đã đánh giá tình trạng bảo tồn của loài này là ít được quan tâm.
Kích thước của mỗi cá thể trong loài khi trưởng thành có thể đạt đến khoảng 15 cm. Vì là loài động vật ăn thịt nên trong tự nhiên, thức ăn chủ yếu của chúng là cá và trong điều kiện nuôi nhốt, chúng có thể ăn các thức ăn thay thế như bọ gậy hay tôm. Do dành phần lớn thời gian trong cát hay lớp chất nền khác, chúng dường như không hoạt động nhiều. Chúng có thể ngụy trang để săn mồi. Chúng có thể hay đổi màu trong phạm vi từ màu đen sang màu cát và đến màu đỏ tươi.Tuy nhiên, nó vẫn không chuyển sang màu xanh dương.
Giống như tất cả các thành viên của chi Tetraodon, chúng có khả năng tự thổi phồng cơ thể bằng nước hoặc không khí khi bị căng thẳng hoặc gặp nguy hiểm.
Trong điều kiện nuôi nhốt, chúng cần có không gian rộng cùng với nước có nhiệt độ từ 23 đến 26 °C. Độ pH của nước khoảng 7. Chúng rất nhạy cảm với cả hai chất hóa học nitrít và nitrat, do đó cần lọc nước nhiều và thay nước thường xuyên.